# Amatoksin
Amatoksini su podgrupa toksina pronađenih u Amanita phalloides i u nekim drugim članovima roda Amanita, kao Conocybea, Galerina i Lepiota.
Brzo su probavljivi i termostabilni. Najteže stanje je toksični hepatitis. Procijenjena smrtna doza iznosi 0.1 mg/kg ili 7 mg toksina u odraslih ljudi. Postoji osam amatoksina:
- alfa-amanitin
- beta-amanitin
- gama-amanitin
- epsilon-amanitin
- amanulin
- amanulinična kiselina
- proamanulin